# Himne d'Alacant
L'Himne d'Alacant és l'himne oficial de la ciutat d'Alacant. Es tracta d'una obra musical del mestre alacantí Juan Latorre Baeza de 1902, director d'orquestra nascut en 1868, amb lletra obra de Josep Marià Milego i Francisco Martínez Yagües. No se l'ha de confondre, però, amb l'Himne de les Fogueres d'Alacant, himne amb gran difusió i popularitat a la ciutat.

## Lletra de la versió moderna[2]
| « | Som fills del poble, que té les xiques com les palmeres de junt al mar. Són molt airoses, molt reboniques, i fan quan volen riure i plorar. És la millor terra del món perquè el poeta li ho va dir, i en el passeig del Malecó, no (hi) haurà qui li puga competir. I des del matxo* del Castell, mires i dius: qu'encant! no és este ja el poble vell, que és altre Alacant! Visca Alacant! Visca Alacant!! Visca Alacant!!! | » |

*Segons el diccionari etimològic de Coromines podria tenir el significat d'un penyal de pedra, en aquest cas el Benacantil.

## Lletra de la segona part en versió original
La versió original conté una segona estrofa cantada per un tenor, a diferència de la primera cantada en cor, sent aquesta primera l'única que se sol interpretar.
| « | De la mar, a la Orella, rumorosa y esplendent esta la terra adorá, que canta, que canta el meu asent. Fresques brises marineres que aplaquen l'ardor del sol fan simbrechar les palmeres que al sel prenen el vol. Sempre del cor, del cor constant, será la Patria l'idolo amorós Y el aire del meu cant repetirá dichos el grit ¡Viva Alacant! ¡Viva Alacant! | » |